# おはよう中国
『おはよう中国』（おはようちゅうごく）は、NHK広島放送局を拠点に中国地方のラジオ第1放送で放送されていた地域情報番組で、『NHKマイあさラジオ』→『マイあさ!』の中国ローカルパートである。 
IPサイマルラジオサービス2者（NHKネットラジオ らじる★らじる、及び、民放ラジオポータルサイト「radiko（2017年10月3日放送分～2018年3月30日までと、同年4月13日放送分〜）」でも全国に向けて放送しているため、俗称として『マイあさ!広島エリアパート』『マイあさ!広島限定版』として位置づけられる。 

## 概要
総合テレビでもほぼ同時間帯に『NHKニュースおはようちゅうごく』が放送されているが主な違いは、タイトルがテレビではひらがなで「ちゅうごく」なのに対しラジオでは漢字で「中国」と表示されている。なおラジオでも公式ウェブサイトのタイトルロゴはテレビの物を流用しているため　「ちゅうごく」とひらがなである。
かつてのこの時間帯、7:40から20分間は地域情報番組をブロックごとに放送してきたが2022年4月現在は、放送時間を縮小し7:50から10分間のローカルニュース、気象情報、交通情報のみ伝える地域が増えている。
また近畿地方の『マイあさ!関西』が2022年4月2日に終わった為、全国では20分間の地域情報番組を唯一守り続けていたが、2023年4月1日をもって、四半世紀以上の放送に幕を下ろすことが、2023年3月27日の放送で発表された。
2023年4月3日以降は、他地域同様「マイあさ！」の7時台が7:50までとなり、7:50～8:00の10分間は中国地方のニュース・海上予報・気象情報・道路交通情報となる。

## 放送時間
- ラジオ第1放送（中国地方向け）
  - 月曜 - 金曜 7:40 - 7:58[5]
  - 土曜・祝日 7:40 - 8:00

## キャスター
- 原則としてNHK広島放送局のアナウンサーが夜勤シフトで担当する。
  - 月曜日（主に福田光男が担当）は、前日の総合テレビ20:55 - 21:00の中国地方ローカルニュースを担当する[6]。
  - 木曜日はスポーツ・健康情報がある為、主にスポーツアナウンサー（佐藤洋之、佐々生佳典、高木修平、武本大樹）が担当する事が多い。
  - 金曜日は今朝のインタビューがある為、伊丹新が担当する事が多い。
  - 土曜日は『ひるまえ直送便』を担当する広島放送局キャスターの出雲あや乃、松田萌香、村上史のいずれかが務める。
  - 『お好みワイドひろしま』キャスターの松尾剛と、『ひるまえ直送便』キャスターの杉浦圭子[7]の両アナウンサーは原則として出演しないが、杉浦は大型連休、夏季休暇、年末年始の期間に担当する場合がある。松尾は年末編成の2022年12月25日に初めて担当した。
  - 月曜日から木曜日までの午後5時05分から広島県向けに放送される「ひろしま コイらじ」に出演した広島以外（山口、松江、鳥取、岡山）の放送局に勤務するアナウンサーも登場するのは変わらないが、2020年3月30日から「ひろしま コイらじ」が広島放送局のアナウンサー（松尾、杉浦、伊丹、金子哲也、小野文惠以外）が日替わりで登場するスタイルに変わったため、前日パーソナリティを務めた広島放送局のアナウンサーがそのまま担当することもあれば、広島放送局のアナウンサーが一週間に2回担当することもある。また、応援要員として派遣された山口・松江・鳥取・岡山のアナウンサーがテレビの12時・15時台のニュースと併せて「ひろしま コイらじ」を含めて担当することがある。

## 曜日別コーナーの主な出演者（電話での生出演）
- 火曜日（カルチャー・レジャー情報）
  - 広島の話題：松居秀子（NPO法人　鞆まちづくり工房代表理事）
  - 山口の話題：永谷青空（美祢市観光協会）、江良正和（周防大島観光協会事務局長）
  - 島根の話題：松浦道仁（西ノ島町観光協会会長）、中村唯史（サヒメル学芸員）、竹川千里（知夫里島観光協会）
  - 鳥取の話題：桐原真希（自然観察指導員）、田中健志（フリーライター）
  - 岡山の話題：山下陽子（語らい座大原本邸館長）、豊田昌稔（地元のJA職員）
  - 映画：友川千寿美（映画配給会社代表）
- 水曜日（くらしと安全）
  - 防災：瀧本浩一（山口大学工学部准教授）
  - 健康：広島市健康づくり推進課・がん予防グループ　担当者
  - 消費者トラブル：広島県消費生活課・消費政策グループ　担当者
  - 交通安全：広島県警察本部・交通部交通企画課　担当者
  - その他：第六管区海上保安本部・交通部安全対策課や警備救難部救難課　担当者、広島県の薬務課・肝炎対策グループや疾病対策課・精神保健グループ　担当者
- 木曜日（スポーツ・健康情報）
  - プロ野球・カープ情報：外木場義郎（元広島東洋カープ投手・コーチ）
  - 陸上：坂口泰（中国電力陸上競技部総監督）
  - サッカー（主にサンフレッチェ広島、中国地方のＪリーグチーム情報）：森﨑浩司（元サンフレッチェ広島選手、元サッカー日本代表、サンフレッチェ広島アンバサダー）
  - 登山、山岳：今村みずほ（広島登山研究所の登山ガイド）
  - 旬の料理：沖野恵子（料理研究家）
  - 歯に関する話題：瀬川和司、木本知秀、天間裕文、平田史朗（いずれも広島県歯科医師会理事）
- 金曜日（今朝のインタビュー）

## タイムテーブル
- 7:40 オープニング、挨拶、担当者の近況報告等
- 7:41 - 7:43 中国地方の交通情報

（日本道路交通情報センター広島センターの田下恵美子、植野有紀、小川紋子3氏によるローテーション）
- 7:44 - 7:45 中国地方のニュース
- 7:46 - 7:48 音楽（DJのセレクト、リスナーからのリクエスト曲）
- 7:49 - 7:55 曜日別コーナー
  - 月曜 お便り・お知らせ（7:49 - 7:52）（番組あてに届いたお便りの紹介、番組からのお便り募集や催し物等のお知らせ）
  - 火曜 カルチャー・レジャー情報
  - 水曜 暮らしと安全
  - 木曜 スポーツ・健康情報
  - 金曜 今朝のインタビュー
  - 土曜 お便り・お知らせ（7:49 - 7:52）又はちゅうごく暮らしの音景色（不定期に放送され、中国地方の風景、暮らし、伝統文化等を音で綴る）
- 7:55 - 7:57 中国地方の気象情報・海上予報（放送内容や災害時報道中心の場合は割愛となることがある）
  - 月曜日と土曜日のみ7:53 - 7:55
- 7:55 - 7:57 音楽（月曜日と土曜日に限り2回流す）、エンディング、締めの挨拶
- 7:58 - 7:59 交通情報（道路交通情報センターから、平日は県域放送。土曜・祝日は中国地方向け放送）

備考
- 2018年9月6日 - 8日は、2018年自由民主党総裁選挙の企画を放送した。これは、2018年6月から安達宜正解説委員が同局放送部長（現在は松山拠点放送局副局長）に着任した事に加え、今回の総裁選は安倍晋三（山口4区）と石破茂（鳥取1区）が立候補する事から今回は中国地方が舞台という形で放送したものである。両日共に、安達宜正放送部長と土方康（現在は山口放送局副部長）、中山果奈（現在は東京アナウンス室）両アナウンサーが出演した。
- また2020年は被爆から75年目を迎える為、広島放送局のラジオキャンペーン「手紙（レター）、キミに伝えよう」（広島放送局に寄せた75年前の8月6日の事、その後の暮らしを認めた手紙を広島と長崎の高校生が朗読し、「被爆とは何かや被爆者はどんな状況に置かれたのかを高校生が追体験し、朗読が次の世代に伝わってくれたら」という思いで企画したコーナー）を8月10日まで本来はお便り・お知らせとなる月曜日と土曜日の曜日別コーナーで33回にわたって伝えた。
- 新年最初の週は中国地方ゆかりの有名人を招いての『新春インタビュー』を放送する。